# Deutsche Schwimmmeisterschaften 1902
Die 19. Deutschen Meisterschaften im Schwimmen fanden am 3. und 4. August 1902 in Bremen statt. Es wurde eine Strecke von 100 m sowie 1500 m geschwommen und der Mehrkampf ausgetragen, welche aus Tauchen, Springen und 100 m Schwimmen bestand. Zudem fanden Vorläufe (ohne Meisterschaft) in 100 m Rücken, 200 m Brust, 500 m Brust, 400 m Seite und 3 × 200 m Freistil der Männer statt. Die Staffelsieger erhielten einen „Weltausstellungspreis“. 100 m Freistil und 200 m Freistil der Frauen fanden ohne Meisterschaft, sondern als Vorläufer statt.
| Disziplin       | Name           | Verein                                  | Zeit                               | Punkte |
| --------------- | -------------- | --------------------------------------- | ---------------------------------- | ------ |
| 100 m Freistil  | Walter Riemann | Magdeburger Schwimmclub von 1896        | 1:21,0 min                         | –      |
| 1500 m Freistil | Emil Rausch    | Poseidon Berlin                         | unbekannt (als einziger gestartet) | –      |
| Mehrkampf       | Richard Kostka | Charlottenburger Schwimmverein von 1887 | –                                  | 42,10  |